# دهستان حصار
دهستان حصار یکی از دهستان‌های شهرستان فاروج در استان خراسان شمالی ایران است. این دهستان در بخش خبوشان قرار دارد و براساس سرشماری مرکز آمار ایران در سال ۱۳۹۰، جمعیت آن ۲۲۸ نفر (در ۳۰۹ خانوار) بوده‌است.